# Albert Lord
Albert Bates Lord (Boston, 15 settembre 1912 – Cambridge, 29 luglio 1991) è stato un filologo statunitense, professore di letteratura slava e letteratura comparata a Harvard.

## Formazione
Lord studiò ad Harvard, dove conseguì la laurea in filologia classica nel 1934 e un dottorato in letterature comparate nel 1949. Nel 1950 fu professore di letteratura slava e letteratura comparata a Harvard, dove divenne ordinario nel 1958. Egli fondò anche il Committee on Degrees in Folklore and Mythology di Harvard, e fu preside del Department of Folklore and Mythology nello stesso college fino al suo pensionamento nel 1983.

## Attività di ricerca
Lord fu allievo di Milman Parry, e dopo la morte del maestro continuò le sue ricerche nel campo della letteratura epica.
I risultati delle sue ricerche furono raccolti nel libro Il cantore di storie, pubblicato nel 1960. Nel 2000 fu ripubblicato con un CD audio per una migliore comprensione dei canti registrati e discussi nel testo. La moglie Mary Louise Lord completò e pubblicò nel 1995 un manoscritto del marito, prosecuzione del precedente, intitolato The singer resumes the tale, che fornisce ulteriori argomenti e amplia le conclusioni iniziali di Lord.
Egli dimostrò che i grandi poemi epici europei e asiatici erano eredi di una tradizione basata non solo sulla performance orale, ma anche sulla composizione orale. Lord sostenne con decisione la netta differenza tra gli autori non letterati dell'epica omerica e gli scribi che successivamente ne misero per iscritto le opere, ipotizzando che i testi tramandati siano una trascrizione effettuata da qualcuno che assistette a una specifica esecuzione di questi canti. Questi ultimi non hanno un testo definitivo, ma comprendono innumerevoli varianti, che rispecchiano l'improvvisazione del cantore nell'atto di narrare la storia attingendo a un bagaglio di formule, temi ed episodi. Questa improvvisazione avviene per lo più inconsciamente; il cantore epico è convinto di narrare fedelmente la storia così come gli è stata tramandata, anche se effettivamente il testo narrato presenterà sostanziali differenze tra le diverse esecuzioni dei singoli cantori.
Oltre all'epica omerica e a quella serba cantata sulla gusla, Lord si occupò del Beowulf, dell'Epopea di Gilgamesh, della Chanson de Roland e delle Child Ballads anglo-scozzesi. Tra tutte queste tradizioni egli trovò forti somiglianze a proposito della composizione orale delle narrazioni tradizionali.

## Opere principali
- (EN) Albert Bates Lord, Beginning Serbocroatian, L'Aia, Mouton & Co., 1958.
- (EN) Albert Bates Lord, The Singer of Tales, Cambridge (USA), Harvard Univ. Press, 1960.
- (EN) Albert Bates Lord, Perspectives on Recent Work on the Oral Traditional Formula, in Oral Tradition, vol. 1, n. 3, 1986,  pp. 467-503. URL consultato il 29 dicembre 2014.
- (EN) Albert Bates Lord, Characteristics of Orality, in Oral Tradition, 2 (special issue: A Festschrift for Walter J. Ong, S.J.), n. 1, 1987,  pp. 54-72. URL consultato il 29 dicembre 2014.
- (EN) Albert Bates Lord, Epic Singers and Oral Tradition, Ithaca, Cornell Univ. Press, 1991.
- (EN) W. F. H. Nicolaisen e Albert Bates Lord, Oral Composition and 'Oral Residue' in the Middle Ages, in Oral Tradition in the Middle Ages, Binghamton, Medieval & Renaissance Texts & Studies, 1995,  pp. 7-29.